# 留比萨·图巴科维奇
留比萨·图巴科维奇（發音：[ʎǔbiʃa tumbȃːkoʋitɕ, - tǔː-]；1952年9月2日—）是一名塞尔维亚籍教练，昵称“图巴”，他是贝尔格莱德游击队历史上最成功的主教练，为球队赢得6座联赛冠军和3个杯赛冠军。此后又执教过希腊的AEK雅典和沙特的艾納斯足球會。从2004年起，他担任中国球队山东鲁能的主教练。在他的带领下，山东鲁能于2006、2008两个赛季成功夺取中超联赛冠军，他也凭此两次成为中超最佳教练。2009年赛季后与山东鲁能解约。

## 简介
图巴科维奇在球员时代只効力一些小俱乐部，在退役后成为教练尤其是执教贝尔格莱德游击队和山东鲁能取得相当成功的成绩。
1979年图巴科维奇开始教练生涯，1990-1992年担任贝尔格莱德游击队青年队主教练，图巴科维奇先后于1992年7月-1999年6月及2000年1月至2002年12月，两次担任贝尔格莱德游击队主教练。这两次执教的时间合共长达9年，期间游击队连续6次获得联赛冠军，1次亚军， 3次杯赛冠军，1次亚军，而他本人也连续6年获得南斯拉夫 “最佳教练”称号，甚至被欧洲足联官方网站称为“欧洲最伟大的教练之一”。
1999年图巴科维奇首次离开游击队曾短暂执教希腊球队AEK雅典半年，其后又回到游击队担任主教练。2003年执教沙特阿拉伯球队艾納斯足球會。
2004年1月，图巴科维奇正式出任中国球队山东鲁能主教练，展开在山东鲁能的6年执教生涯。2004年执教首年就率队获得首届中超联赛的亚军、中国足协杯及中超杯两个杯赛冠军。2005年在亚冠联赛小组赛6战全胜晋级，但在八强赛客场2-7慘败沙特阿拉伯球队伊蒂哈德出局。
2006年，经过两个赛季的积累，山东鲁能有了冲击冠军的实力，以绝对优势提前6轮获得中超冠军，这次夺冠刷新了多项球队及顶级联赛记录亦是自1999年后球队再次夺得联赛冠军，当年又夺得了中国足协杯冠军，球队在三年內两次成为“双冠王”。
2008年率队再一次获得中超联赛冠军，2009年赛季后图巴科维奇与山东鲁能解约。
2010年图巴科维奇与阿辛钢铁签约，成为了这支伊朗球队的主教练，同年9月，图巴科维奇因战绩不佳辞去球队的主教练职务。图巴科维奇在2012年开始担任贝尔格莱德游击队的体育主管。
2013年4月22日，图巴科维奇接替前一天因成绩不佳而辞职的郑雄，担任中国足球超级联赛升班马武汉卓尔的主教练。
2013年8月18日，武汉卓尔客场以1-5慘败给广州富力，同時送给武汉卓尔客场8连败，赛后武汉卓尔俱乐部管理层在广州随即召开会议，並透过官方微博宣佈解雇主教练图巴科维奇的职务。
2016年1月19日，图巴科维奇被任命为黑山国家男子足球队主教练。因为拒绝率队参加与科索沃的比赛，而在2019年6月7日被解职。
2019年7月1日，图巴科维奇被任命为塞尔维亚国家男子足球队主教练。